# Dolichomitra
Dolichomitra là một chi rêu trong họ Lembophyllaceae.